# Hadrurus
Genre
Hadrurus est un genre de scorpions de la famille des Hadruridae.

## Distribution
Les espèces de ce genre se rencontrent au Mexique et dans l'Ouest des États-Unis.

## Liste des espèces
Selon The Scorpion Files (13/06/2020) :
- Hadrurus anzaborrego Soleglad, Fet & Lowe, 2011
- Hadrurus arizonensis Ewing, 1928
- Hadrurus concolorous Stahnke, 1969
- Hadrurus hirsutus (Wood, 1863)
- Hadrurus obscurus Williams, 1970
- Hadrurus pinteri Stahnke, 1969
- Hadrurus spadix Stahnke, 1940

## Systématique et taxinomie
Les espèces Hadrurus aztecus maintenant Hoffmannihadrurus aztecus et Hadrurus gertschi maintenant Hoffmannihadrurus gertschi reste des Hadrurus pour Francke & Prendini.

## Publication originale
- Thorell, 1876 : On the classification of Scorpions. Annals and Magazine of Natural History, sér. 4, vol. 4, p. 1-15 (texte intégral).